# Oberliga Nord (1974-1994)
Ne pas confondre avec les ligues homonymes (Oberliga Nord) et (Oberliga Nord) qui furent organisées, respectivement, de 1947 à 1963 puis de 2004 à 2008 et qui eurent alors le rang, respectivement, d’une Division 1 puis d'une Division 4.
Pour les articles homonymes, voir Oberliga Nord.
L’Oberliga Nord (1974-1994) fut une ligue allemande de football organisée entre 1974 et 1994. Cette compétition eut la valeur d’une "Division 3" puisque annuellement son vainqueur étaient un montant potentiel vers le 2e niveau de la hiérarchie du football ouest-allemand.

## Présentation
Cette nouvelle version de l’Oberliga Nord fut créée par la Deutscher Fussball Bund (DFB), lors de la création de la 2. Bundesliga en 1974.
Il lui fut donné le même nom "Oberliga Nord" que la ligue qui exista de 1947 à 1963 et qui disparut lors de l'instauration de la Bundesliga.

### Répartition géographique

logo de la NFV

Elle concerna les clubs situés dans les Länders de:
- Basse-Saxe
- Schleswig-Holstein
- Ville libre de Brême
- Ville libre de Hambourg

Bref tous les clubs affiliés à la Norddeutscher Fussball-Verband (NFV).

### Niveau supérieur
Jusqu'en 1981, l'Oberliga Nord (1974-1994) fut située directement en dessous de la 2. Bundesliga Nord. Ensuite, directement sous la 2. Bundesliga quand celle-ci fut ramenée à une seule série.
De la saison inaugurale à 1978, la participation à un tour final fut nécessaire pour atteindre la 2. Bundesliga. En 1979, 1980 et 1981, le champion fut promu directement et le vice-champion disputa un barrage contre le champion de l'Oberliga Berlin. 
À partir de la saison 1981-1982, la participation à un tour final fut de nouveau nécessaire.

### Niveau inférieur
Sous cette Oberliga Nord (1974-1994), se trouvaient les plus hautes ligues des sous-fédérations régionales. Un tour final désigna les clubs promus 
- Oberliga Bremen
- Oberliga Hamburg
- Amateurliga ou Verbandsliga Niedersachesen
- Amateurliga ou Verbandsliga Schleswig-Holstien

## Fondateurs de l’Oberliga Nord (1974-1994)
Ci-dessous, les 18 clubs fondateurs de l’Oberliga Nord, d'abord les cercles relégués de la Regionalliga Nord puis les promus des Amateurligen, listés dans l’ordre alphabétique de leur localité:
|    | Relégués de Regionalliga |    | Promus d'Amateurliga     |
| -- | ------------------------ | -- | ------------------------ |
| 1  | OSC Bremerhaven          | 11 | SpVgg Bad Pyrmont        |
| 2  | OSV Hannover             | 12 | Blumenthaler SV          |
| 3  | Kieler SV Holstein       | 13 | Bremer SV                |
| 4  | SC Concordia Hamburg     | 14 | Flensburg 08             |
| 5  | SV Arminia Hannover      | 15 | SC Victoria Hamburg      |
| 6  | Heider SV                | 16 | SpVgg Preussen 07 Hameln |
| 7  | Itzehoer SV 09           | 17 | SC Poppenbüttel          |
| 8  | 1. FC Phönix Lübeck      | 18 | SV Union Salzgitter      |
| 9  | SV Meppen                |    |                          |
| 10 | VfB Oldenburg            |    |                          |

## Palmarès de l'Oberliga Nord (1974-1994)
En vingt saisons, treize clubs différents remportèrent le titre de cette "Oberliga Nord (1974-1994)". Le FC St-Pauli fut le plus titré avec 3 sacres. Les clubs dont le nom apparaît en lettres grasses furent promus en 2. Bundesliga.
|    | Saisons   | Champîons                    | Vice-champions               |
| -- | --------- | ---------------------------- | ---------------------------- |
| 1  | 1974-1975 | VfB Oldenburg                | SV Arminia Hannover          |
| 2  | 1975-1976 | SV Arminia Hannover          | VfL Wolfsburg                |
| 3  | 1976-1977 | OSC Bremerhaven              | SV Union Salzgitter          |
| 4  | 1977-1978 | OSV Hannover                 | VfL Wolfsburg                |
| 5  | 1978-1979 | OSV Hannover                 | OSC Bremerhaven              |
| 6  | 1979-1980 | VfB Oldenburg                | 1. SC Göttingen 05           |
| 7  | 1980-1981 | FC St-Pauli                  | SV Werder Bremen II          |
| 8  | 1981-1982 | SV Werder Bremen II          | SV Arminia Hannover          |
| 9  | 1982-1983 | FC St-Pauli                  | SV Werder Bremen II          |
| 10 | 1983-1984 | SV Werder Bremen II          | FC St-Pauli                  |
| 11 | 1984-1985 | VfL Osnabrück                | Hummelsbütteler SV           |
| 12 | 1985-1986 | FC St-Pauli                  | VfB Oldenburg                |
| 13 | 1986-1987 | SV Meppen                    | SV Arminia Hannover          |
| 14 | 1987-1988 | Braunschweiger TSV Eintracht | VfL Wolfsburg                |
| 15 | 1988-1989 | TSV Havelse                  | 1. SC Göttingen 05           |
| 16 | 1989-1990 | VfB Oldenburg                | TSV Havelse                  |
| 17 | 1990-1991 | VfL Wolfsburg                | 1. SC Göttingen 05           |
| 18 | 1991-1992 | VfL Wolfsburg                | SV Werder Bremen II          |
| 19 | 1992-1993 | VfL Herzlake                 | 1. SC Norderstedt            |
| 20 | 1993-1994 | BSV Kickers 1946 Emden       | Braunschweiger TSV Eintracht |

## Liste des clubs ayant évolué en Oberliga Nord (1974-1994)
54 équipes différentes jouèrent dans cette "Oberliga Nord (1974-1994)". Les principaux piliers furent l'équipe "Réserves" du SV Werder Bremen qui joua dans cette ligue durant 18 des 20 saisons de son existence. Holstein Kiel et le Concordia Hamburg y disputèrent 17 championnats. Trois formations "Réserves" participèrent à cette ligue. Le règlement leur interdisait de monter en 2. Bundesliga.
| Ordre | Clubs | Saisons | Titres  |
| ----- | --- | ------- | ------- |
| 1     | SV Werder Bremen II | 18      | 1       |
| 2     | Kieler SV Holstein SC Concordia Hamburg                                                                                        | 17      |         |
| 4     | VfB Oldenburg VfL Wolfsburg 1. SC Göttingen                                                                                    | 16      | 2 -     |
| 7     | SV Arminia Hannover | 13      | 1       |
| 8     | SV Meppen | 12      | 1       |
| 9     | TSV Havelse TSR Olympia Wilhelmshaven                                                                                          | 11      | 1 -     |
| 11    | SV Union Salzgitter Bremer SV                                                                                                  | 10      |         |
| 13    | OSC Bremerhaven SV Eintracht Nordhorn SV Atlas Delmenhorst Lüneburger SK Altonaer FC 1893                                      | 9       | 1 -     |
| 18    | SpVgg Preussen 07 Hameln | 8       |         |
| 19    | Itzehoer SV 09 Braunschweiger TSV Eintracht II VfB Lübeck MTV Gifhorn SpVgg Göttingen 1. SC Norderstedt                        | 7       |         |
| 25    | FC St-Pauli OSV Hannover VfL Herzlake HSV Barmbek-Uhlenhorst SV Lurup SV Wolfenbüttel TuS Hoisdorf                             | 6       | 3 2 1 - |
| 32    | Hamburger SV II | 5       |         |
| 33    | Hummelsbütteler SV TuS Celle FC                                                                                                | 4       |         |
| 35    | BSV Kickers 1946 Emden SC Victoria Hamburg Blumenthaler SV SpVgg Bad Pyrmont TuS Hessisch-Oldendorf FC Mahndorf                | 3       | 1 -     |
| 41    | Braunschweiger TSV Eintracht VfL Osnabrück 1. FC Phönix Lübeck VfL Stade VfL 93 Hamburg                                        | 2       | 1 -     |
| 46    | Flensburg 08 Heider SV SC Poppenbüttel VfL Pinneberg SFL Bremerhaven TuS Esens Eutiner SV 08 TSV Osternholz-Tenever TuS Lingen | 1       |         |

## Dissolution / Scission
Après la Chute du Mur de Berlin en novembre 1989 et la réunification allemande qui en découla, la Deutscher Fussball Bund (DFB) vit revenir dans son giron un grand nombre de clubs de l'ex-RDA. Tous les cercles qui poursuivirent leurs activités furent incorporés au sein des différentes ligues de la DFB.
Au terme de la saison 1993-1994, une réforme des ligues réinstaura la dénomination "Regionalliga" abandonnée vingt ans plus tôt. Quatre séries (Nord, Süd, West-Südwest et Nordost) prirent place au 3e niveau et firent reculer les Oberligen au 4e.
Contrairement aux huit autres Oberligen, l'Oberliga Nord (1974-1994) ne poursuivit pas ses activités. La Norddeutscher Fussball-Verband (NFV) décida de scinder sa ligue en deux séries distinctes situées au 4e étage de la pyramide du football allemand: Oberliga Hamburg/Schleswig-Holstein et Oberliga Bremen/Niedersachsen. Ces deux championnats coexistèrent durant les dix saisons suivantes puis furent regroupés en une ligue unique dénommée... Oberliga Nord.
Le champion et le vice-champion 1994 (Kickers Emden et Eintracht Braunschweig) prirent part au tour final pour la montée en 2. Bundesliga mais ils n'obtinrent pas la promotion espérée. Ils furent alors reversés en Regionalliga Nord avec les clubs classés de la 3e à la 14e place.
Les deux derniers (1. SC Norderstedt et Preussen Hameln) furent relégués, respectivement, vers les nouvelles Oberliga Hamburg/Schleswig-Holstein et Oberliga Bremen/Niedersachsen.